# Allers
Allers är Sveriges äldsta veckotidning. Den utkommer 49 gånger om året och ges ut av Aller Media AB, tidigare Svenska Allers AB. Det utkommer alltså en tidning i veckan bortsett från kring jul, midsommar och påsk då tidningen utkommer med ett så kallat dubbelnummer som innebär att det är fler sidor än vanligt och går att köpa i butik under en längre period.

## Historia
Tidningens förlaga grundades av danska Carl Aller och Laura Aller under namnet Illustreret Familie Journal. Det första danska numret utkom 7 januari 1877 och två år senare, i april 1879 började den svenska editionen tryckas som en direkt översättning av den danska tidningen.
1892 fick den svenska upplagan namnet Allers Familj-Journal och ett år senare, 1893, började den tryckas i Sverige på Schmidts boktryckeri i Helsingborg.

### Allers på svensk mark
Allers Familj-Journal, alltså den svenska utgåvan av det danska originalet, hade en egen redaktör men det var Laura Aller som avgjorde vilka artiklar som publicerades oavsett vilken sida Öresund som tidningen trycktes på. 
Efter framgångar både i Danmark och Sverige tog Carl och Laura Aller beslutet att skicka sin son Valdemar Aller till Helsingborg för att hitta en plats för sin svenska expansion. På hösten 1892 hittade den då 17-årige Valdemar Aller platsen: En tomt i Raus plantering, söder om Helsingborgs stadsgräns. 14 augusti 1894 invigdes Allers första officin på svensk mark.
1974 flyttade Allers tidningsofficin, alltså tryckeri och redaktion, till Landskronavägen i Helsingborg där de huserade fram till årsskiftet mellan 2016 och 2017 lämnade Allers och Aller Media AB lokalerna i Helsingborg och flyttade till Östergatan 20 i Malmö. Under 2019 flyttade Aller Media i Malmö och däribland Allers-redaktionen till Nordenskiöldsgatan 11.

## Innehåll
Tidningen gav stort utrymme åt fotoreportage och helsidesreproduktioner och hade ofta tecknade omslag med bilder på familjer, barn, hundar och blommor.
Laura Aller ville nå hela familjen, även om kvinnor var huvudmålgrupp. Läsarna kom från alla samhällsskikt och gemensamt var att de hade ett stort läsintresse. Det unika i tidningar var populärvetenskapligt material, reportage från olika länder och även innehåll som riktade sig till barn.
I början var det så kallade fackmaterialet (mat, handarbete och heminredning) inte ett stort inslag, men genom åren har det blivit ett större inslag i Allers.

## Omslag
Den danska designern Kurt Ard har designat ett antal förstasidor för Allers.

## Digital utgåva
Den tidigare digitala utgåvan av Allers var allers.se som startades 2004 och användes under sina 15 år på olika sätt av Allers-redaktionen. 2019 ingick i en digital satsning på familjetidningarna Allers, Året Runt, Hemmets veckotidning och Allas veckotidning. Familjetidningskvartettens nya hemsida med innehåll från alla varumärken är allas.se.

## Chefredaktörer
Chefredaktörer på Allers sedan 1968: 

## Kuriosa
Författaren Harry Martinson har angett Allers som sin första kunskapskälla och läsupplevelse.
Kulturpersonligheten Jan Myrdals första läsminnen är från Allers.